# Ameni Quemau

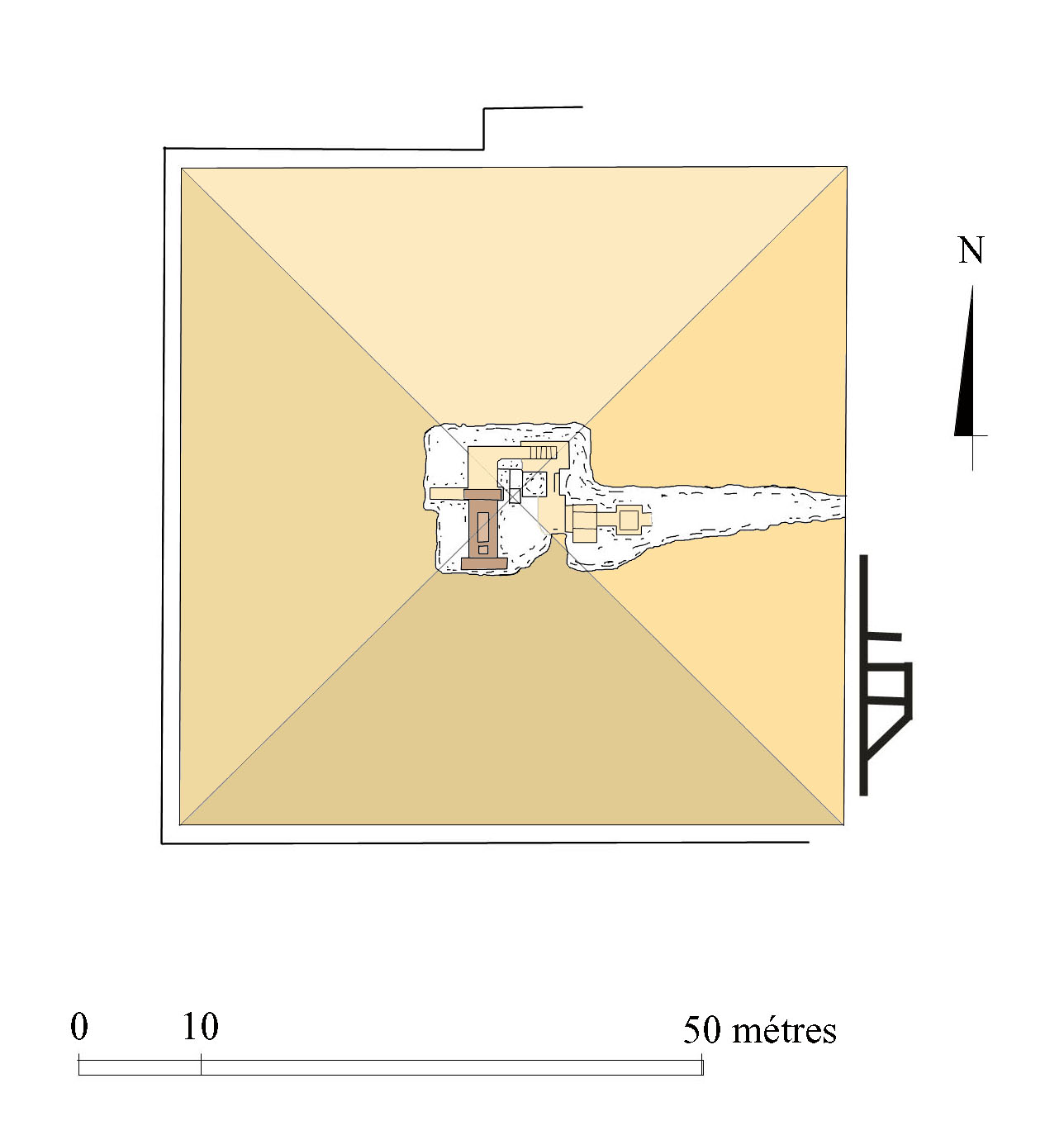
Planta da pirâmide de Ameni Quemau.

Ameni Quemau ou Ameni Quemaou foi o quinto faraó da XIII dinastia egípcia durante o Segundo Período Intermediário. Teria reinado de 1 795 a 1 792 a.C.. Ele foi filho ou irmão de Amenemés V. Sua pirâmide inacabada foi encontrada em Dachur em 1957, mas nunca foi devidamente escavada ou publicada. Ameni Quemau pode ter sido pai de Harneditefe, que também carregava o epíteto que pode ser lido como "filho de Quemau".